# Amastris dama
Amastris dama är en insektsart som beskrevs av Broomfield 1976. Amastris dama ingår i släktet Amastris och familjen hornstritar. Inga underarter finns listade i Catalogue of Life.